# Международная организация законодательной метрологии
Международная организация законодательной метрологии (МОЗМ) (фр. Organisation Internationale de Métrologie Légale, OIML, англ. International Organization of Legal Metrology) — межправительственная организация, созданная для гармонизации правил метрологии, применяемых в странах-участницах. МОЗМ призвана помогать в устранении барьеров в торговле путём разработки согласованных законодательных, административных и технических процедур для измерительных приборов, применяемых в торговле или регулирующей деятельности.
МОЗМ основана в 1955 году в соответствии с конвенцией о её учреждении, подписанной в Париже 12 октября 1955 года. Официальным языком Организации является французский, в то же время на практике основным языком является английский.
По состоянию на июль 2020 года в состав МОЗМ в качестве полноправных участников входит 61 страна и в качестве наблюдателей — 62 страны. Согласно данным Всемирного банка, в 2007 году на долю стран-членов МОЗМ приходилось 86 % населения мира и 96 % объёма мировой экономики.
Практическая деятельность МОЗМ сосредоточена во входящих в её состав восемнадцати Технических комитетах и их подкомитетах. Основными результатами работы МОЗМ являются публикации двух типов: Международные Рекомендации и Международные Документы. В первых из них публикуются модельные правила, которые устанавливают метрологические характеристики измерительных приборов и определяют методы и оборудование, необходимые для их аттестации. Международные Документы по своему содержанию являются информационными и предназначены для улучшения работы метрологических служб.